# Friedrich Wilhelm Ghillany
Friedrich Wilhelm Ghillany, pseudonyme von der Almn né le 18 avril 1807 à Erlangen et mort le 26 juin 1876, est un théologien luthérien bavarois.
Son approche rationaliste des textes, influencé par Georg Friedrich Daumer, l'oblige à quitter son poste de vicaire de l'église de Saint-Gilles de Nuremberg. Il devient  bibliothécaire municipal de la ville en 1841. Ses premières publications sont des pamphlets contre la bigoterie luthérienne, plus spécifiquement contre le président de l'assemblée luthérienne de Munich, Friedrich von Roth.
En 1855, Ghillany s'installe à Munich. Mais il ne parvient pas à trouver un emploi comme fonctionnaire ou diplomate, et fait publier des œuvres en plusieurs volumes sur l'histoire de l'Europe. Il a également continué à écrire  sous pseudonyme sur des sujets religieux. Il introduit l'hypothèse madiano-qénite pour expliquer l'origine de la figure du dieu Yahweh